# Tanyproctus yunnanus
Tanyproctus yunnanus är en skalbaggsart som beskrevs av Keith och Marc Lacroix 2003. Tanyproctus yunnanus ingår i släktet Tanyproctus och familjen Melolonthidae. Inga underarter finns listade i Catalogue of Life.